# تیم ملی بسکتبال اردن
تیم ملی بسکتبال اردن (به انگلیسی: Jordan national basketball team) نماینده اردن در میادین و مسابقات بین‌المللی بسکتبال و یکی از تیم‌های برتر در آسیا است. این تیم در رنکینگ بین‌المللی رتبه ۳۷ را دارا بوده و عضو فیبا آسیا نیز می‌باشد.

## منبع
- مشارکت‌کنندگان ویکی‌پدیا. «Jordan national basketball team». در دانشنامهٔ ویکی‌پدیای انگلیسی، بازبینی‌شده در ۲۲ ژوئن ۲۰۱۴.

1. ↑  "FIBA Ranking Presented by Nike". FIBA. ۷ دسامبر ۲۰۲۱. Retrieved 7 December 2021.